# Acrocercops ochrocephala
Acrocercops ochrocephala là một loài bướm đêm thuộc họ Gracillariidae. Loài này có ở New South Wales.